# Castello di Schallaburg
Il castello di Schallaburg è un castello situato nel villaggio di Schallaburg della municipalità di Schollach, vicino alla valle Wachau (Bassa Austria, a nord delle Alpi), a 5 chilometri da Melk, nella regione conosciuta come Mostviertel. La parte centrale del castello è stata costruita nell'età del rinascimento tedesco, intorno al 1540, dalla dinastia Losenstein.

## Descrizione
Il castello è una combinazione tra l'architettura romanica della parte residenziale con quella gotica della cappella, modellata nello stile del Rinascimento italiano. Le decorazioni sono in mosaici in terracotta che rappresentano figure mitologiche, dei, maschere, esseri umani ed animali; tra queste vi è la figura mitologica conosciuta come Hundefräulein (una donna con una testa di cane).
Nei giardini del castello sono presenti rose, alberi ornamentali, cespugli, erbe e due meleti rinascimentali.

Castello di Schallaburg
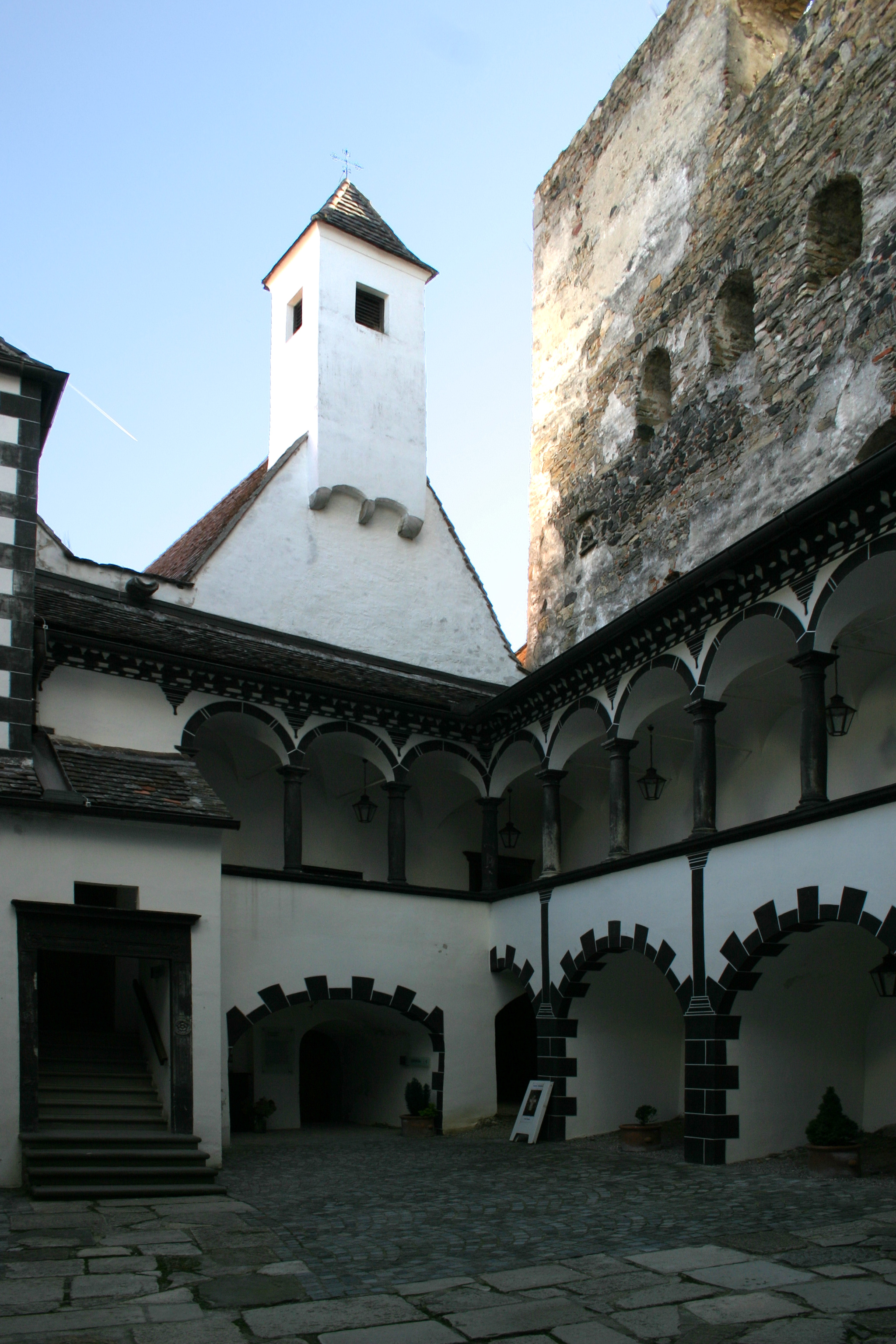
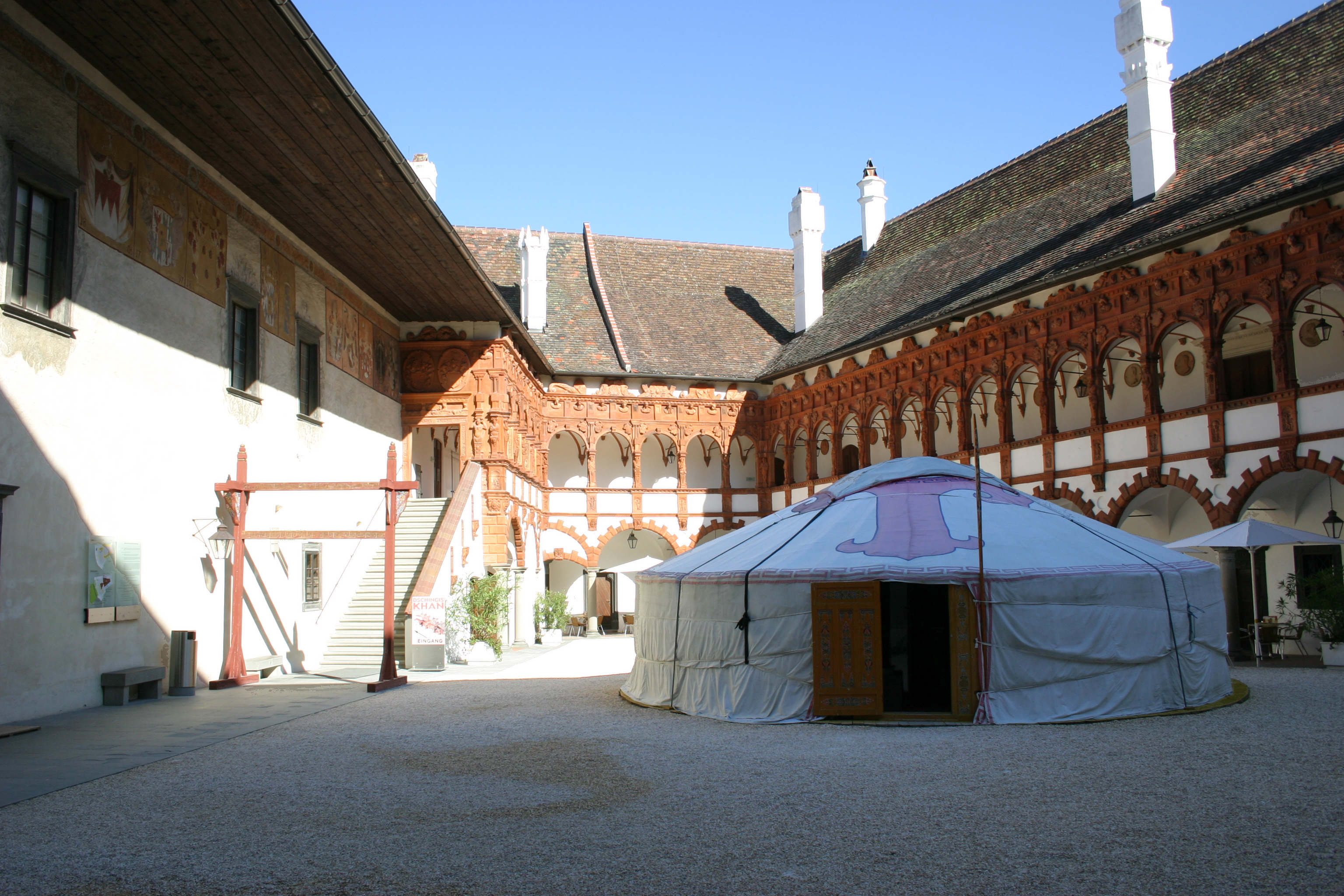
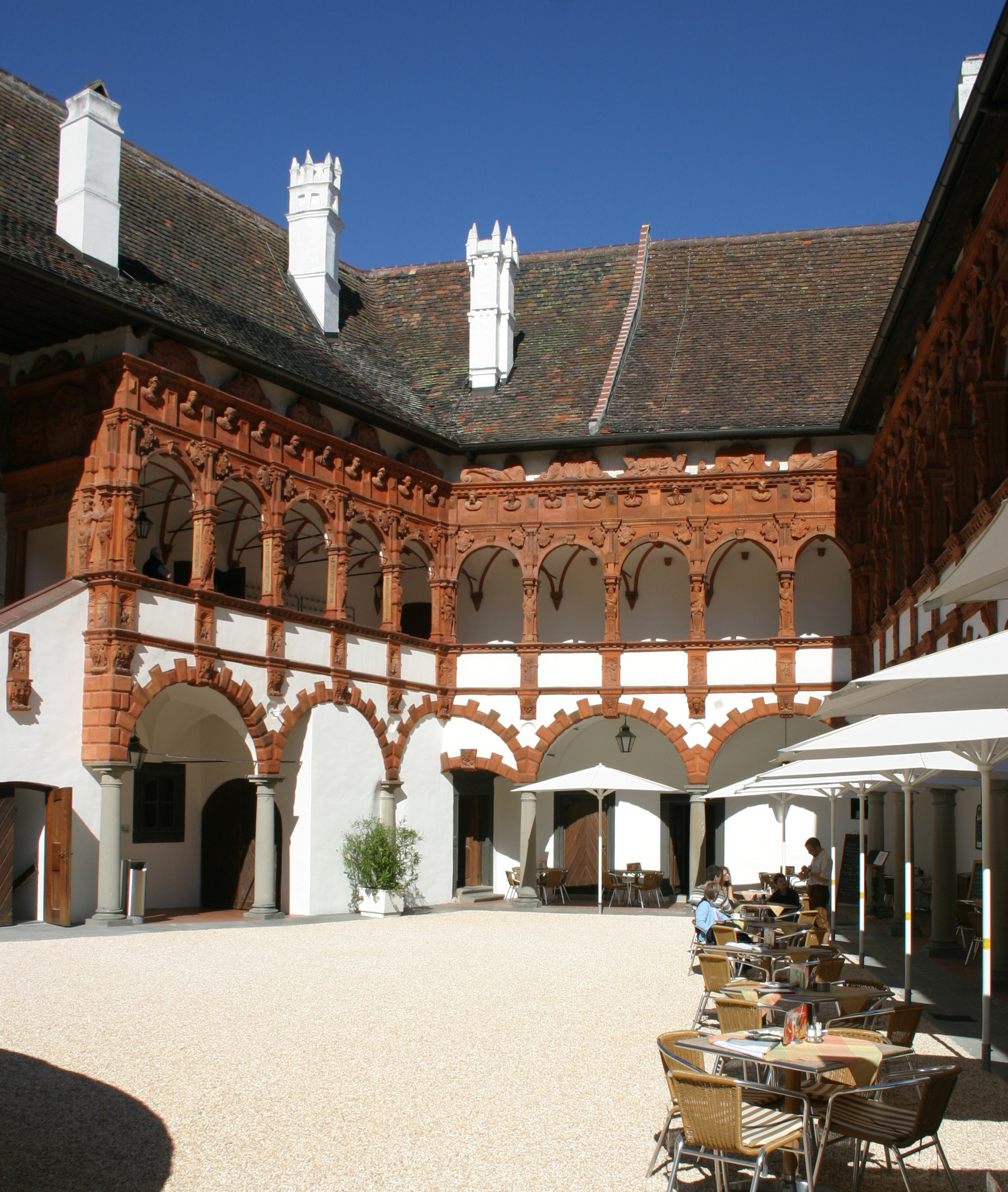
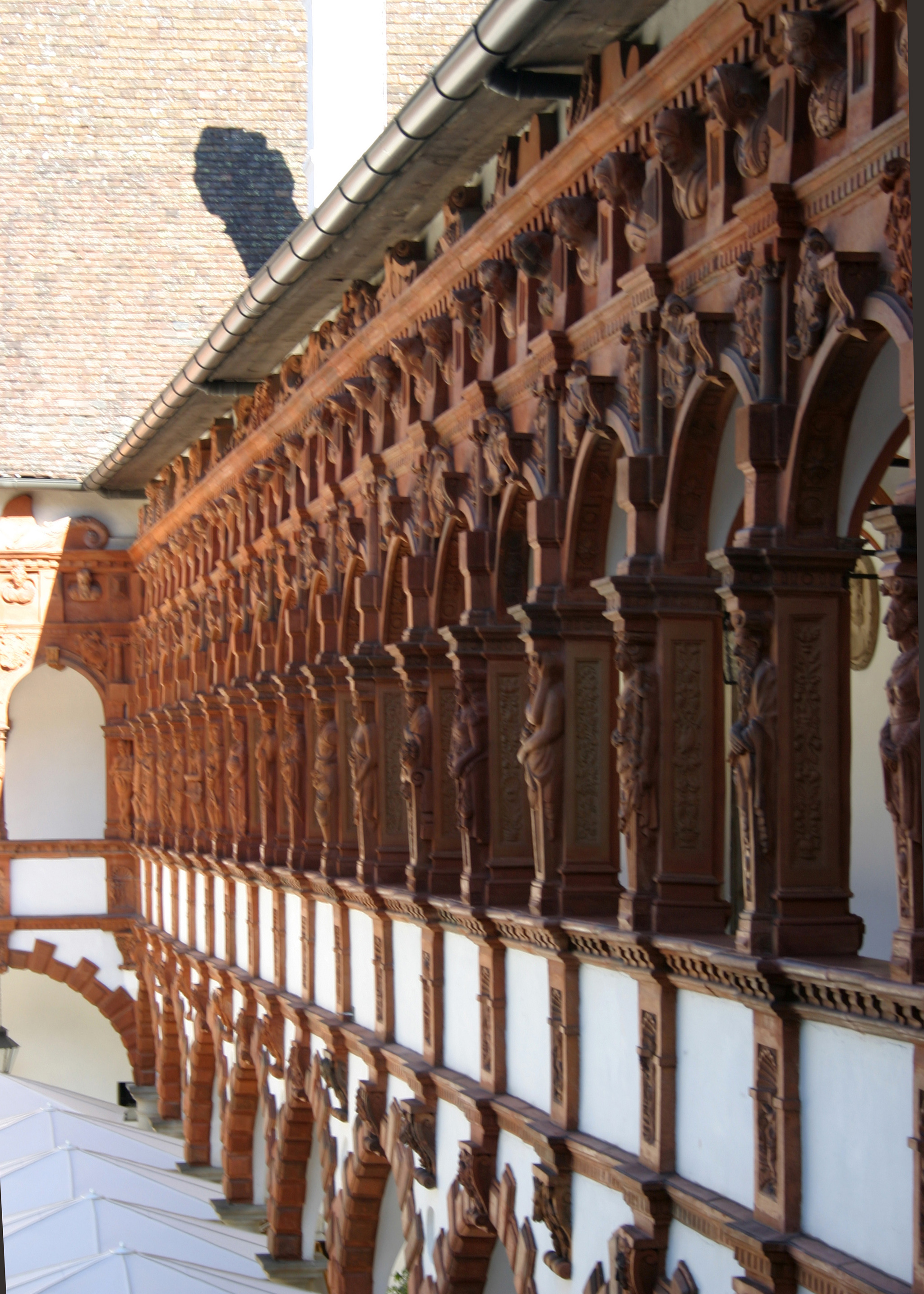
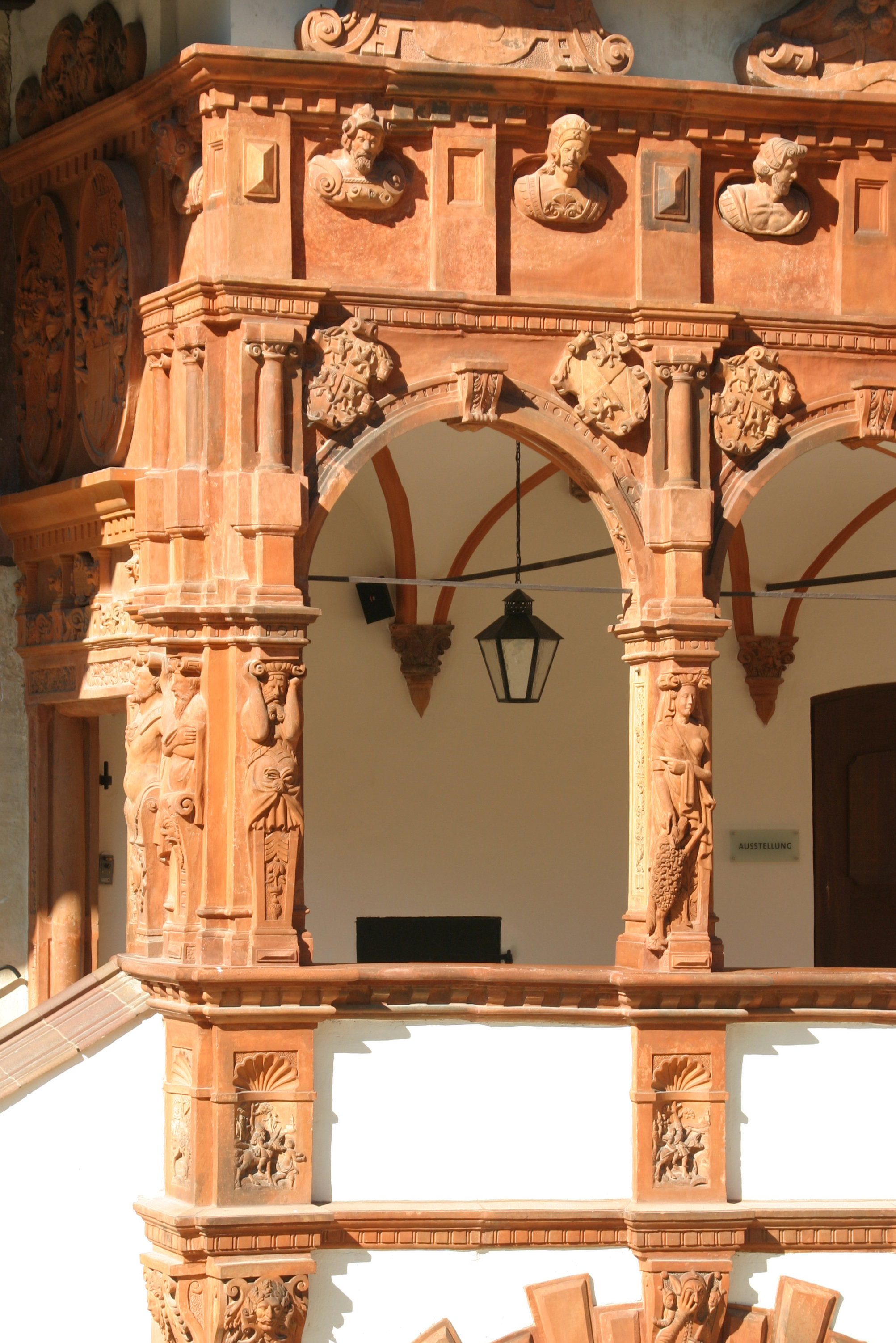
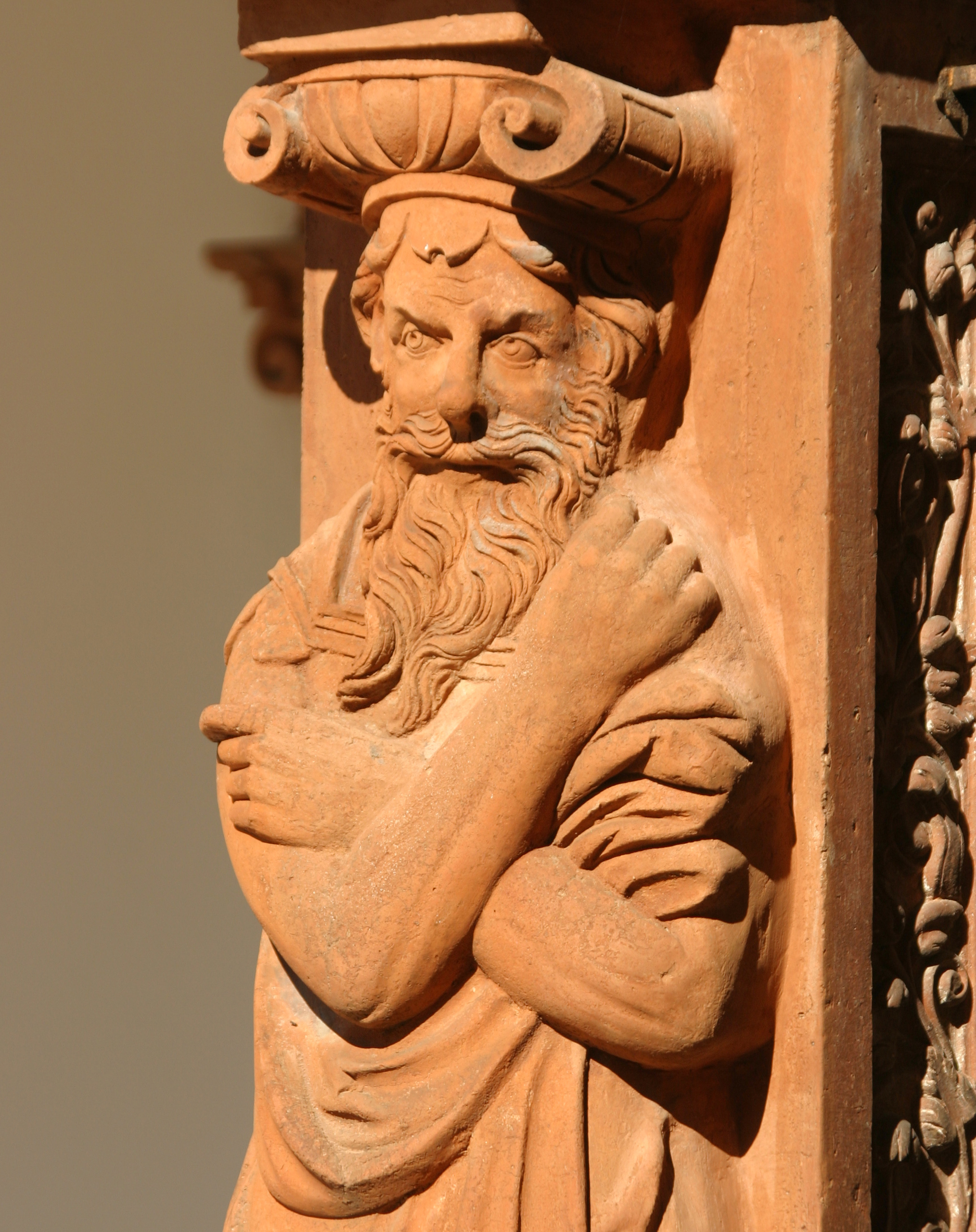